# Magatama

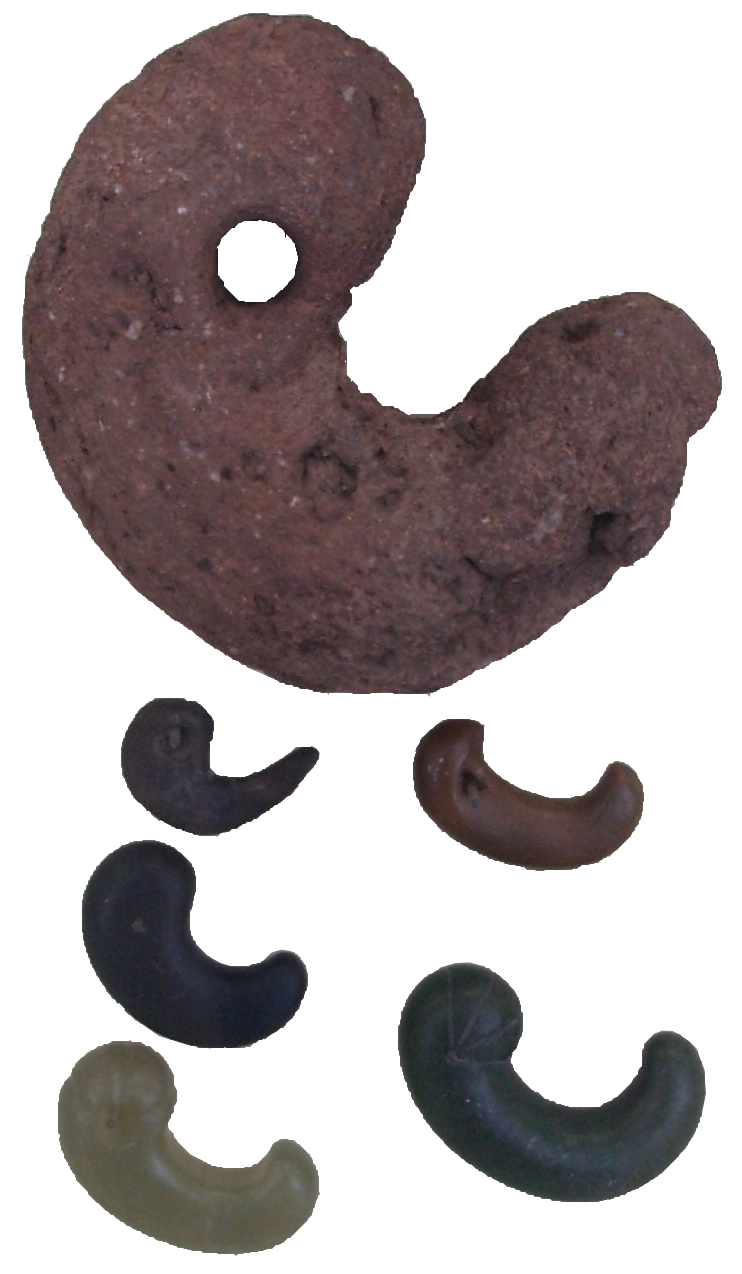
Magatames des del Període Jōmon fins al

Les magatama (勾玉 o 曲玉) són vidrets que sorgiren al Japó durant l'era Jōmon. Aquests objectes es poden trobar generalment soterrats en túmuls mortuoris com a ofrenes a les deïtats. Continuen la seva popularitat amb l'adveniment de les elits governamentals de l'era Kofun en Japó i usualment les hi relaciona com indicatius del període Yamato. Estan compostes majoritàriament de jade (翡翠), àgata (瑪瑙), quars (石英), talc (滑石) i jaspi (碧玉).